# Lac de Barroude
Pour les articles homonymes, voir Barroude (homonymie).
Le lac de Barroude est un lac pyrénéen français situé administrativement dans la commune d'Aragnouet dans le département des Hautes-Pyrénées en région Occitanie.
Le lac a une superficie de 9,4 ha pour une altitude de 2 355 m, il atteint une profondeur de 10 m.

## Toponymie
En occitan, barroude dérivé de  barris, barrat  signifiant lieu fermé délimité de toutes parts, dont l’accès est interdit par des barres rocheuses, ou par des pentes et des sommets difficilement accessibles.

## Géographie
Le lac est situé au lieu-dit de Barroude en partie haute de la vallée de La Gela au pied du pic de Troumouse, du pic Heid et du pic de Gerbats (2 904 m) où l'on trouve le refuge de Barroude au pied du port de Barroude.

### Topographie
| Pic de Gerbats (2 904 m)   |                 | le Pichous de Barroude Lac de Barroude petit |
| Muraille de Barroude       | lac de Barroude |                                              |
| Pic de Troumouse (3 085 m) |                 | Port de Barroude (2 534 m)                   |

## Protection environnementale
Le lac est situé dans le parc national des Pyrénées et fait partie d'une zone naturelle protégée, classée ZNIEFF de type 1 : Haute vallée d'Aure en rive droite, de Barroude au col d'Azet.

## Accès
On y accède coté français depuis le premier virage en épingle à cheveux de la route (D 173) qui monte au tunnel Aragnouet-Bielsa, après le carrefour D 173-D 118, se détache, à 1 390 m d'altitude, une piste qui remonte la vallée sur son flanc droit en direction du refuge de Barroude (2 373 m).